# Cedar Rock State Park
Pour les articles homonymes, voir Lowell, Walter et House.
Lowell Walter House ou Cedar Rock ou Cedar Rock Lowell Walter House est une villa de style moderne-usonia-organique-Prairie School, construite en 1950 par l'architecte américain Frank Lloyd Wright (FLW, 1867-1959), au nord-ouest de Quasqueton dans l'Iowa aux États-Unis. Elle est labellisée Registre national des lieux historiques de l'Iowa depuis 1983.

## Historique
Le couple Lowell et Agnes Walter se fait construire cette villa usonia « iconique » entre 1948 et 1950, sur un terrain de 4 hectares, au nord-ouest de Quasqueton, sur les rives de la rivière Wapsipinicon River du parc d'État « Cedar Rock State Park » de 130 hectares. 

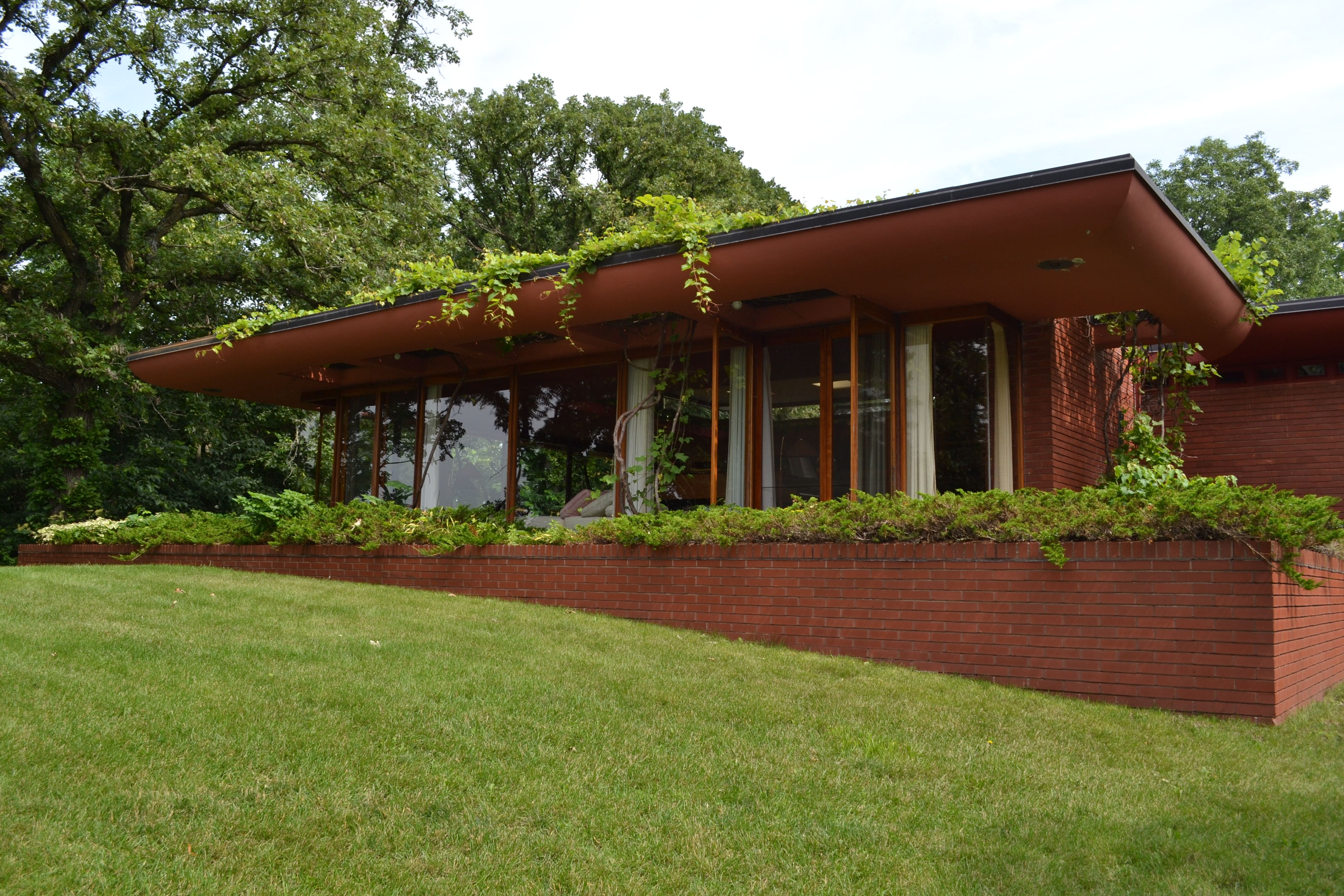
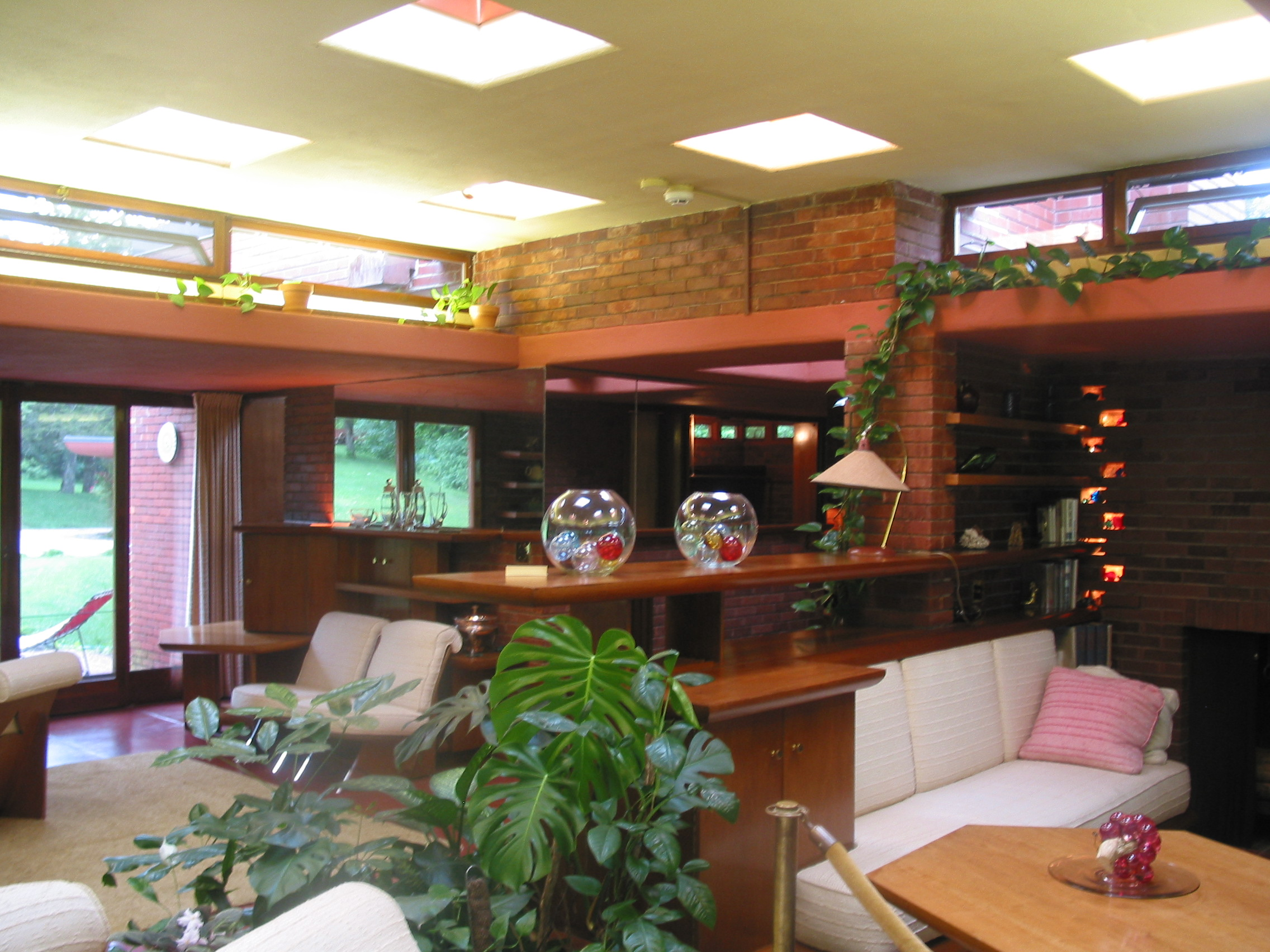

Cette demeure de 150 m² est construite en béton, brique rouge, bois de noyer, avec intérieur usonia typique en bois et meubles intégrés, puits de lumière, plancher chauffant, toit-terrasse, hangar à bateaux indépendant, et vastes baies vitrées sur terrain vallonné arboré et rivière,,.
Son style moderne-usonia-organique-Prairie School est inspiré entre autres des villas avantgardistes Kings Road House (1922), de l'architecture californienne moderne d'après-guerre, et des villa Taliesin (1911), maison sur la cascade (1935), Taliesin West (1937), villa Hanna-Honeycomb (1937), Jacobs I (1937), villa Weltzheimer-Johnson (1949), et villa Melvyn Maxwell et Sara Stein Smith (1950)... de Frank Lloyd Wright...
La maison est léguée en 1981 à l'Iowa Department of Natural Resources (en), qui la préserve et la transforme en musée ouvert au public, avec entre autres son piano Steinway & Sons d'origine,...